# Крум Григоров
Крум Григоров Захариев е български писател.

## Биография
Роден е на 27 юни 1909 година в село Габрешевци, Кюстендилско. Учи в непълната гимназия в село Трекляно и след това завършва Педагогическото училище в Лом. Взема дейно участие в учителската профопозиция в Кюстендил (1929 – 1934). Следва финансови науки в Свободния университет в София (сега УНСС) (1941 – 1944). За пръв път печата във вестник „Брод“ разказа „Границата" (1936). Сътрудничи на демократични вестници и списания: „Ведрина“, „Страници“, „Литературен час“, „Свят“, „Народна просвета“, „Литературен глас“ и др.
Член на БКП от 1944 г. След 9 септември 1944 г. развива активна творческа дейност. Работи в редакциите на вестник „Работническо дело“ (1950 – 1954), „Вечерни новини“ (1957 – 1958) и списание „Пламъче“. Отразява в творбите си селската действителност.
Негови творби са преведени на руски, румънски, унгарски, полски, корейски, италиански, френски, сърбохърватски и хинди.
Член на СБП.

## Отличия и награди
Носител на Димитровска награда (1951) и на орден „Георги Димитров“ (1979, 1984).
Заслужил деятел на културата (1965), народен деятел на културата (1974), герой на социалистическия труд (1984). Носител на наградата на СБП за белетристика (1960), пръв носител на наградата „Георги Караславов“ (1982).
Удостоен със званието „почетен гражданин на Кюстендил“ през 1969 г.